# Karl Escherich
Karl Leopold Escherich, född 18 september 1871 i Schwandorf, Oberpfalz, död 22 november 1951 i Kreuth, Oberbayern, var en tysk entomolog. Han var bror till Georg Escherich.
Escherich blev 1907 professor i zoologi vid skogshögskolan ("Forstakademie") i Tharandt och 1914 professor i tillämpad zoologi vid Münchens universitet. Han är känd för värdefulla arbeten rörande myrornas och termiternas ekologi (Die Termiten oder weissen Ameisen, 1909) och författade Forstentomologische Streifzüge im Urwald von Bialowies (i samlingsverket "Bialowies in deutscher Verwaltung", 1916-18). Från 1913 redigerade han "Zeitschrift für angewandte Entomologie".